# Andreas Nordebäck
Andreas Nordebäck (* 12. März 2004 in Solna) ist ein schwedischer Eiskunstläufer, der im Einzellauf antritt. Er ist der Schwedische Meister des Jahres 2023.

## Sportliche Karriere
Andreas Nordebäck begann 2007 im Alter von drei Jahren mit dem Eiskunstlauf. Er folgte dabei seinem älteren Bruder, der heute Eiskunstlauftrainer ist. Als sein Vorbild nennt Nordebäck den japanischen Eiskunstläufer Daisuke Takahashi.
Er ist dreimaliger Schwedischer Juniorenmeister und zweimaliger Nordischer Meister der Junioren. Seine beste Platzierung im ISU Junior Grand Prix war eine Bronzemedaille im Jahr 2022; seine beste Platzierung bei den Juniorenweltmeisterschaften war der 10. Platz im Jahr 2021.
In der Saison 2022/23 trat Nordebäck in beiden Altersklassen an. Er gewann die Schwedischen Meisterschaften vor dem zweimaligen Meister Nikolaj Majorov. Nordebäck erhielt daraufhin den schwedischen Startplatz sowohl bei den Europameisterschaften 2023, wo er Neunter wurde, als auch bei den Weltmeisterschaften 2023, wo er den 18. Platz belegte. Nordebäck trat in dieser Saison mit einem Kurzprogramm zu Hurt von Johnny Cash, choreographiert von Benoît Richaud, und einer Kür zu Musik aus Notre Dame de Paris an.
2023/24 wählte Nordebäck für sein Kurzprogramm das Lied Personal Jesus von Depeche Mode, für seine Kür Musik aus dem Film The Dark Knight Rises. Beide Programme choreografierte David Wilson. Nordebäck konnte seinen Titel bei den Nordischen Meisterschaften verteidigen. Bei den Schwedischen Meisterschaften trat er nicht an; bei den Europameisterschaften 2024 wurde er 22.

## Ergebnisse
| Meisterschaft/Saison                | 2017/18 | 2018/19 | 2019/20 | 2020/21 | 2021/22 | 2022/23 | 2023/24 |
| ----------------------------------- | ------- | ------- | ------- | ------- | ------- | ------- | ------- |
| Weltmeisterschaften                 |         |         |         |         |         | 18.     |         |
| Europameisterschaften               |         |         |         |         |         | 9.      | 22.     |
| Nordische Meisterschaften           |         |         |         |         |         | 1.      | 1.      |
| Schwedische Meisterschaften         |         |         |         |         |         | 1.      |         |
| Grand-Prix-Serie/Saison             | 2017/18 | 2018/19 | 2019/20 | 2020/21 | 2021/22 | 2022/23 | 2023/24 |
| Skate America                       |         |         |         |         |         |         | 12.     |
| Challenger-Serie/Saison             | 2017/18 | 2018/19 | 2019/20 | 2020/21 | 2021/22 | 2022/23 | 2023/24 |
| Finlandia Trophy                    |         |         |         |         |         | 3.      | 11.     |
| Icechallenge                        |         |         |         |         |         | 2.      |         |
| Juniorenwettbewerb/Saison           | 2017/18 | 2018/19 | 2019/20 | 2020/21 | 2021/22 | 2022/23 | 2023/24 |
| Juniorenweltmeisterschaften         |         |         |         | 10.     | 11.     |         |         |
| EYOF                                |         | 5.      |         |         |         |         |         |
| Junior Grand Prix Österreich        |         |         |         |         | 5.      |         |         |
| Junior Grand Prix Tschechien        |         | 9.      |         |         |         | 3.      |         |
| Junior Grand Prix Italien           |         |         | 15.     |         |         | 7.      |         |
| Junior Grand Prix Polen             |         |         | 14.     |         |         |         |         |
| Junior Grand Prix Russland          |         |         |         |         | 9.      |         |         |
| Junior Grand Prix Slowenien         |         | 9.      |         |         |         |         |         |
| Nordische Meisterschaften           | 1.      |         |         |         | 1.      |         |         |
| Schwedische Juniorenmeisterschaften | 3.      | 1.      | 1.      | A       |         | 1.      |         |
| A = Wettbewerb abgesagt             |         |         |         |         |         |         |         |